# Gamera the Brave
Gamera the Brave, Japanse titel Chīsaki Yūsha Tachi ～Gamera～ (小さき勇者たち～ガメラ～, lit. "Little Brave Ones: Gamera"), is een Japanse tokusatsu/kaijufilm uit 2006, en de 12e van de Gamerafilms. Het is de eerste, en tot nu toe enige, film uit de Millenniumserie. De film werd geproduceerd door Kadokawa Pictures.

## Verhaal
De film begint in de jaren 70. Gamera redt een heel dorp van een zwerm Gyaos. De overmacht is te veel, daarom blaast Gamera zichzelf op om de Gyaos te vernietigen.
30 jaar later zien we een man die als kind getuige was van Gamera’s dood. Hij runt nu een restaurant in de Japanse kustplaats Iseshima. Hij heeft zelf een zoon genaamd Toru. Toru’s moeder is recentelijk omgekomen bij een auto-ongeluk. Terwijl Toru op het strand speelt met wat vrienden, ziet hij een vreemde rode gloed in de buurt van een groep stenen. Bij de rotsen vindt hij een ei met vreemde tekens erop. Wanneer hij het ei oppakt, komt het uit en uit het ei kruipt een schildpad. Hij noemt de schildpad "Toto" en besluit hem te houden.
Toru neemt Toto mee naar zijn huis. Hij moet hem verborgen houden voor zijn vader aangezien die geen huisdieren toestaat. Hij deelt zijn geheim alleen met zijn vrienden en zijn buurmeisje Mai. Al snel blijkt Toto geen gewone schildpad te zijn. Hij kan vliegen en kleine vuurballen spuwen. Mai vermoedt dat Toto in werkelijkheid de zoon van Gamera is, maar Toru weigert dit te geloven.
Al snel begint Toto abnormaal te groeien, waardoor hij te groot wordt om te verbergen. Toru en zijn vrienden verhuizen Toto daarom naar een verlaten schuur op het strand. Op een dag blijkt Toto echter te zijn verdwenen.
Ondertussen beginnen op mysterieuze wijze schepen te verdwijnen voor de kust van Iseshima. Terwijl Toru treurt om de verdwijning van Toto, klinken opeens alarmsirenes. Dan verschijnt uit zee een enorm monster genaamd Zedus (een kruising tussen een kraaghagedis en een T-Rex). Zedus doodt enkele mensen die proberen weg te vluchten.
Toto, die inmiddels tot kolossaal formaat is gegroeid, komt het plaatsje te hulp. Hij is echter geen partij voor de sterkere Zedus, en wordt al snel verslagen. Het leger neemt Toto mee voor onderzoek. Ze concluderen dat Toto/Gamera zijn kracht krijgt van de vreemde rode steen waar Toru het ei in had gevonden. Daarom maken ze een vloeibaar mengsel van deze steen en geven dit aan Toto in de hoop dat hij Zedus dan wel kan verslaan.
Zedus valt opnieuw aan, en de herstelde Toto confronteert hem. Hij is nog altijd niet sterk genoeg, en moet de steen waar zijn ei in zat opeten voor meer kracht. Toru heeft deze steen echter aan Mia gegeven als geluksamulet omdat ze in het ziekenhuis moest worden opgenomen. Mia ziet op een tv-scherm het gevecht tussen Zedus en Toto, en geeft de steen aan een groep kinderen met de opdracht deze naar Toru te brengen.
Toru krijgt de steen in handen, en haast zich naar de gevarenzone. Zijn vader probeert Toru echter te stoppen uit angst dat Toto, net als Gamera 30 jaar geleden, zichzelf zal opblazen in een laatste poging Zedus te verslaan. Uiteindelijk stemt hij toe. Toru bereikt Toto, en gooit de steen in diens bek. Door de steen transformeert Toto geheel tot de nieuwe Gamera, en vernietigt Zedus.

## Rolverdeling
- Kaho
- Kanji Tsuda
- Susumu Terajima
- Tomorowo Taguchi
- Ryo Tomioka